# Leopoldowo (Włocławek)
Leopoldowo (potocznie: Zakręt) – osiedle włocławskie, znajdujące się w dzielnicy Zachód Przemysłowy, niegdyś część dóbr Brzezie, należących do Kronenbergów.

## Historia
Nazwa pochodzi od imienia Leopolda Stanisława Kronenberga, bankiera żydowskiego pochodzenia. Leopoldowo znane jest z miejskiego osiedla socjalnego przy ul. Zakręt, położonego na pograniczu Leopoldowa i Rózinowa, na peryferiach miasta, zaledwie kilometr od zakładu chemicznego ANWIL S.A.
Cztery spośród pięciu bloków osiedla wybudowano w okresie Polski Ludowej, jako koszary dla jednostek ZOMO. Po likwidacji tej formacji i po transformacji ustrojowej (plan Balcerowicza) miasto przeżywało ogromne problemy gospodarcze i społeczne. Masowe zwolnienia z upadających zakładów pracy spowodowały lawinowy wzrost bezrobocia i ubóstwa ludności. Szybko rosła liczba eksmisji, więc powstała konieczność zapewnienia lokali socjalnych dla coraz większej liczby osób. W związku z tym na mieszkania dla osób eksmitowanych zaadaptowano dawne koszary ZOMO. W pierwszej połowie lat 90. XX wieku, oprócz ludzi oczekujących na lokale socjalne, zaczęto tu osiedlać osoby niepłacące czynszów, jak również pogorzelców. W pierwszej dekadzie XXI wieku sytuacja gospodarcza Włocławka nadal była zła, a bezrobocie należało do najwyższych w Polsce, co powodowało dalsze zapotrzebowanie na kolejne mieszkania socjalne. W 2008 władze miasta podjęły decyzję o dobudowaniu kolejnego, piątego bloku, który oddano do użytku w 2009.

## Struktura przestrzenna i społeczna
Osiedle (zamieszkałe w 2014 roku przez około sześćset osób) jest najbardziej wyizolowaną społecznie i przestrzennie częścią Włocławka. Do centrum miasta jest stąd około jedenastu kilometrów. Jednostka składa się z pięciu bloków mieszkalnych i dwóch niskich budynków użytkowych (gospodarczych). Dojazd stanowi jedyna ulica o nazwie Zakręt, od której wzięto potoczną, najczęściej stosowaną nazwę osiedla. Oprócz bloków, na osiedlu znajdują się instytucje włocławskiego Miejskiego Ośrodka Pomocy Rodzinie: świetlica profilaktyczno-wychowawcza, punkt wydawania posiłków, a także filia Klubu Integracji Społecznej. Infrastrukturę uzupełniają: niewielki sklep z alkoholem i podstawowymi artykułami spożywczymi, zaniedbane boiska sportowe, parking i plac zabaw dla dzieci. Tereny te otoczone są ze wszystkich stron lasem, a w okolicy położone są ruiny dawnych zabudowań koszarowych.
W czterokondygnacyjnych blokach znajdują się mieszkania o niewielkich metrażach i niskim standardzie, m.in. ubikacje i łazienki są na piętrach wspólne. Ściągalność czynszów jest tu bardzo niska, a problem niepłacenia za najem mieszkań jest powszechny. Jest to spowodowane poczuciem tymczasowości i krzywdy osób zamieszkujących ten teren, postrzegany przez nie jako miejsce karnej zsyłki i najgorszy adres we Włocławku, skąd nie można już trafić w żadne gorsze miejsce.
Struktura demograficzna osiedla jest nietypowa: prawie 50% mieszkańców stanowią osoby w wieku produkcyjnym, a drugie 50% to dzieci i młodzież, przy prawie zupełnym braku osób starszych. Rodziny wielodzietne stanowią zdecydowaną większość mieszkańców Leopoldowa. Główne problemy mieszkańców to wysokie bezrobocie, ubóstwo, alkoholizm i narkomania. W 2014 z pomocy społecznej korzystało 84% mieszkańców osiedla, a w 2012 było to 448 osób. Na sytuację mieszkańców negatywnie wpływa stygmatyzacja, bowiem osiedle ma we Włocławku bardzo złą opinię, nazywane jest gettem i największą patologią w województwie kujawsko-pomorskim.
Sytuacja życiowa osób zamieszkałych na osiedlu spowodowała konieczność podjęcia działań aktywizujących lokalną społeczność, co przy wsparciu MOPR we Włocławku, zaczęto czynić w drugiej dekadzie XXI wieku.

## Komunikacja
Dojazd do centrum Włocławka zapewnia autobus komunikacji miejskiej (linia 3), który wykonuje tu tylko kilka kursów dziennie (rzadziej w dni wolne od pracy). Do innych przystanków autobusowych jest około 1,5 km przez las.

## Reaktor atomowy
Kilkaset metrów od bloków mieszkalnych wstępnie zaplanowano budowę małego modułowego reaktora jądrowego spółki Orlen Synthos Green Energy.